# Forêt de Dreux
La forêt de Dreux, également appelée localement forêt d'Anet, est une forêt domaniale française couvrant une superficie d'environ 3 300 hectares au nord du département d'Eure-et-Loir, entre Dreux et Anet.
Le massif forestier s'étends sur neuf communes et est constitué principalement de chêne rouvre, à hauteur de 85 %.

## Géographie

### Localisation
La forêt de Dreux s'étend sur neuf communes d'Eure-et-Loir : Abondant (2 235 ha), Bû (324 ha), Rouvres (322 ha), Sorel-Moussel (247 ha), Anet (239 ha), Montreuil (45 ha), Boncourt (41 ha), Saussay (10 ha) et Cherisy (3 ha).

### Routes
La route départementale 928 traverse le milieu de la forêt en verticale, en passant par le pavillon du Carré. La D 147.2 (au sud) et la D21.7 (au nord) la coupent en horizontale.

Les routes forestières sont organisées en structure « rayonnante » à partir du pavillon du Carré, comme c'est souvent le cas pour les anciennes forêts royales. Dix routes partent du centre, entourées d'une route en forme d'octogone épousant les formes du pavillon.

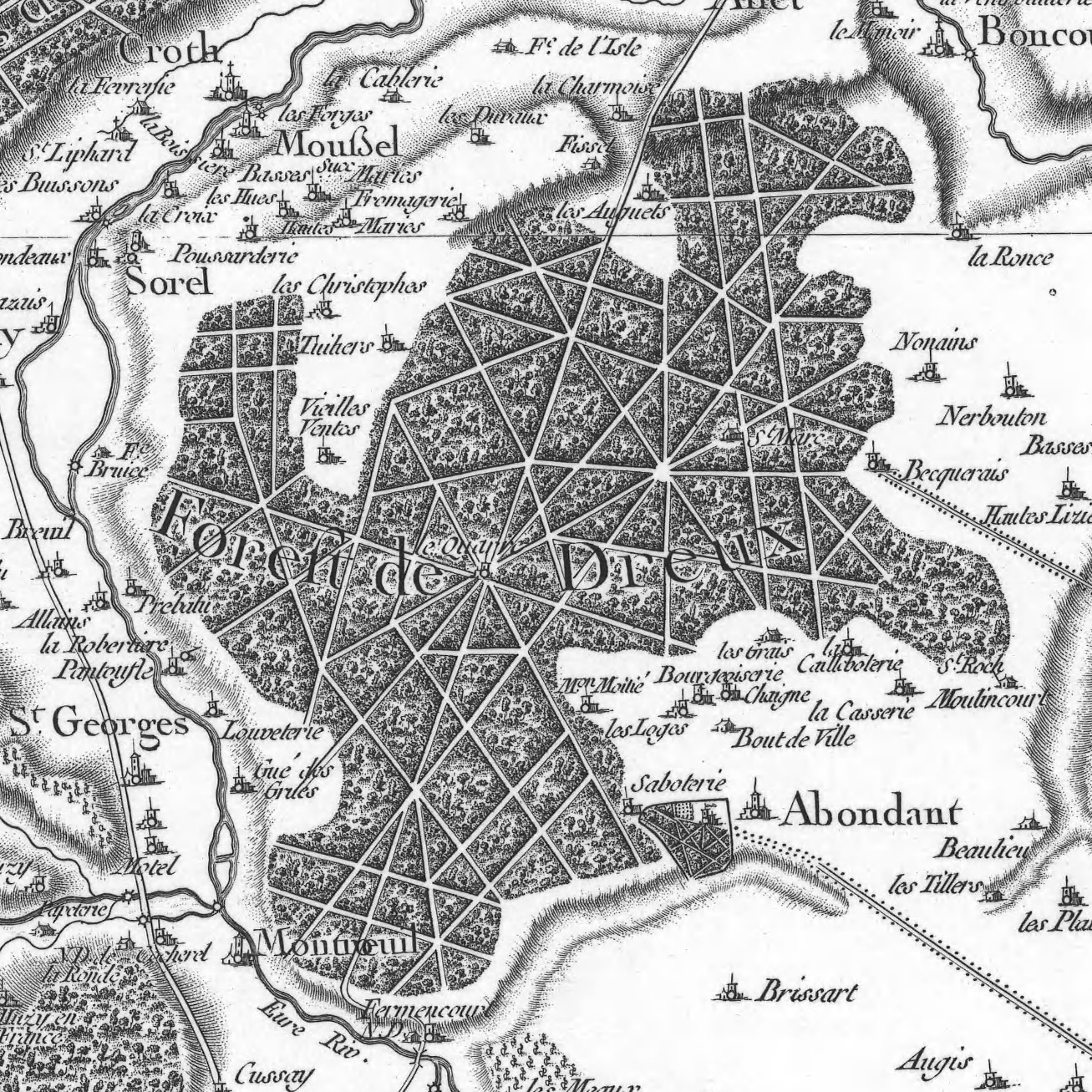
La forêt sur la carte de Cassini, en 1750.
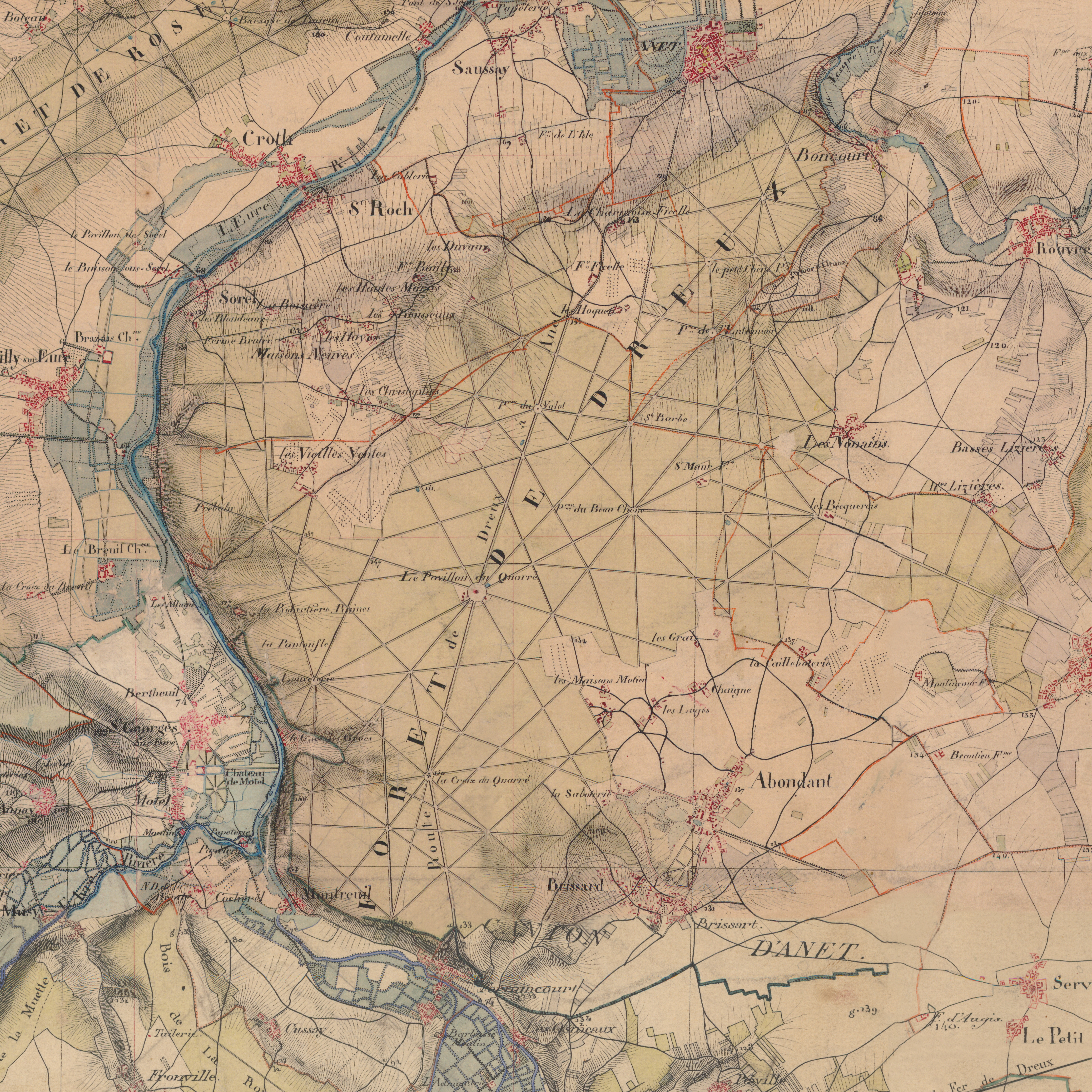
La forêt sur la carte d'état-major, en 1834.

## Histoire
Deux polissoirs, situés sur la commune d'Abondant, témoignent d'une occupation humaine de cette forêt au moins depuis le Néolithique.
La forêt de Dreux est une relique d'une antique forêt beaucoup plus étendue, la « forêt de l'Yveline », qui entourait Paris jusqu'à la Seine au nord, et comprenait les forêts de Rambouillet, Saint-Germain-en-Laye, Fontainebleau, et Orléans.
Pendant l'antiquité, le massif était appelé « forêt du Crothais », ce nom vient du mot crot dans langue d'oil signifiant « creux dans la terre, creux où l'eau séjourne ». La commune de Croth, bordant la foret, a gardé ce toponyme.
Jusqu'au XVIe siècle cette forêt appartient tantôt au domaine royal, tantôt aux comtes de Dreux.
Elle est la propriété d'Henri II jusqu'en 1556, puis, successivement, des familles de Soissons, Vendôme, Condé, Maine et Penthièvre.
Dès le XVIIIe siècle la forêt de Dreux est aménagée pour la chasse à tir, avec de larges allées perpendiculaires, et la chasse à courre, avec des carrefours en étoile ; au centre de l'un de ces carrefours (appelé l'Octogone), trône le pavillon de chasse de la forêt de Dreux, un bâtiment octogonal « […] créé en 1754 pour être un rendez-vous de chasse ; tous les Rois y ont chassé depuis […] ». Deux kilomètres au sud de ce pavillon, au bord de la D 928, se dresse une croix monumentale, la Croix du Carré.
Elle est remise à la famille d'Orléans sous la Restauration après avoir été confisquée en 1793 lors de la Révolution.
Incorporée au domaine de l'État en 1852, elle est rendue à la famille d'Orléans en 1872.
Vendue à l'État en 1917 elle est exploitée pour les besoins de la défense nationale.
Enfin, en 1919, elle est affectée à l'administration des eaux et forêt à laquelle succéda l'Office national des forêts (ONF).

La forêt de Dreux
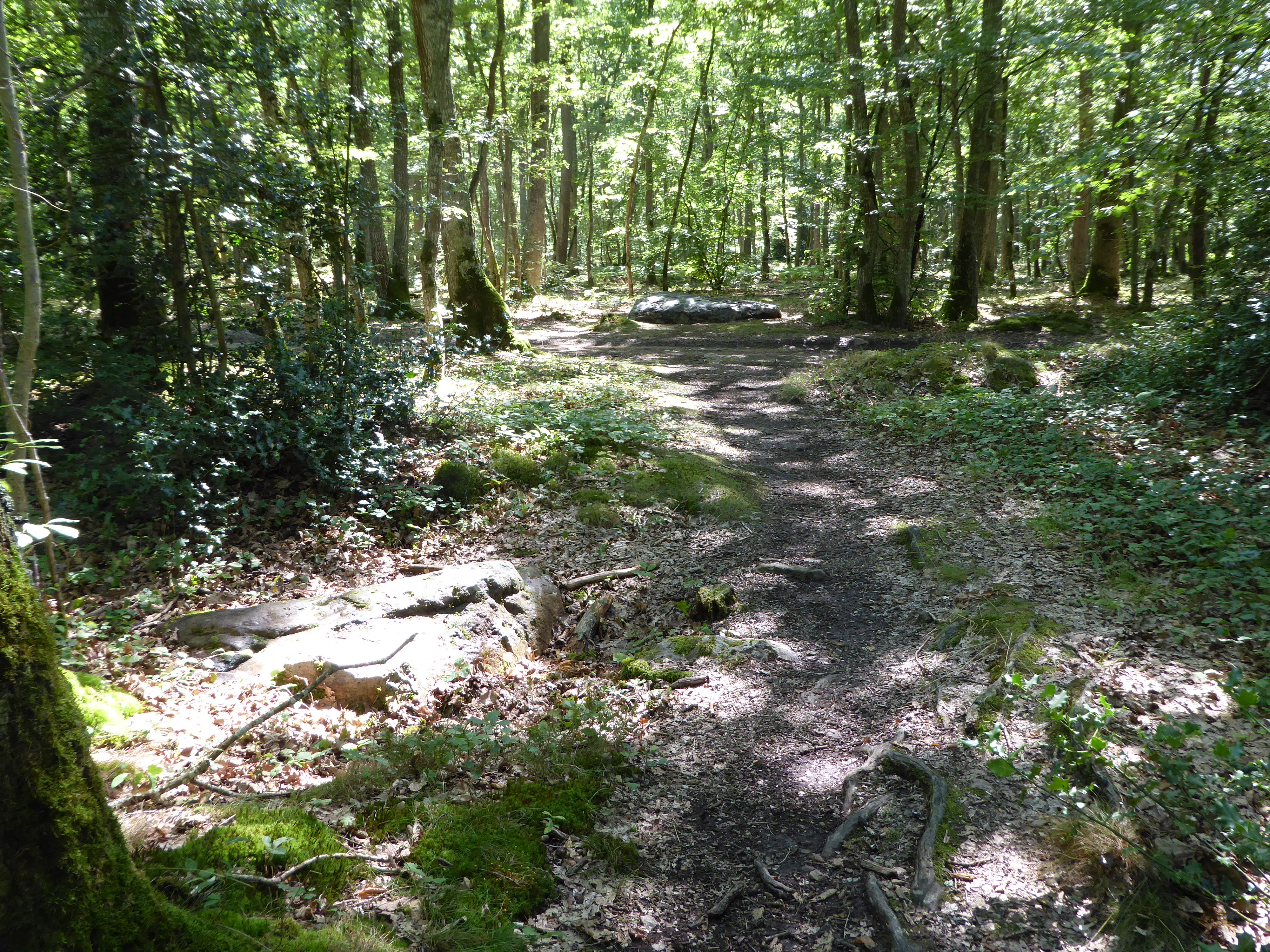
Les polissoirs d'Abondant Classé MH (1925)[2].
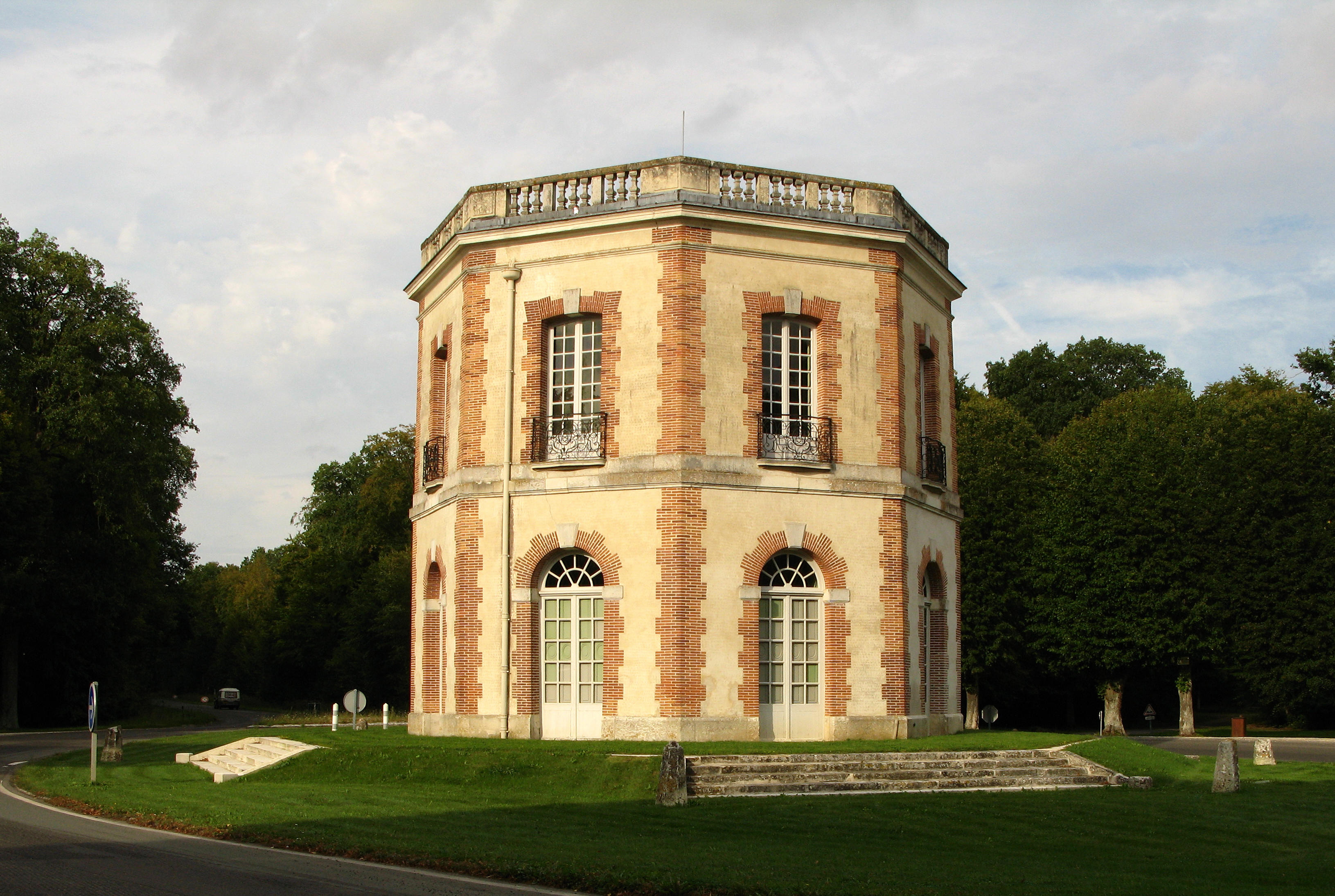
Le pavillon octogonal Classé MH (1969)[5].
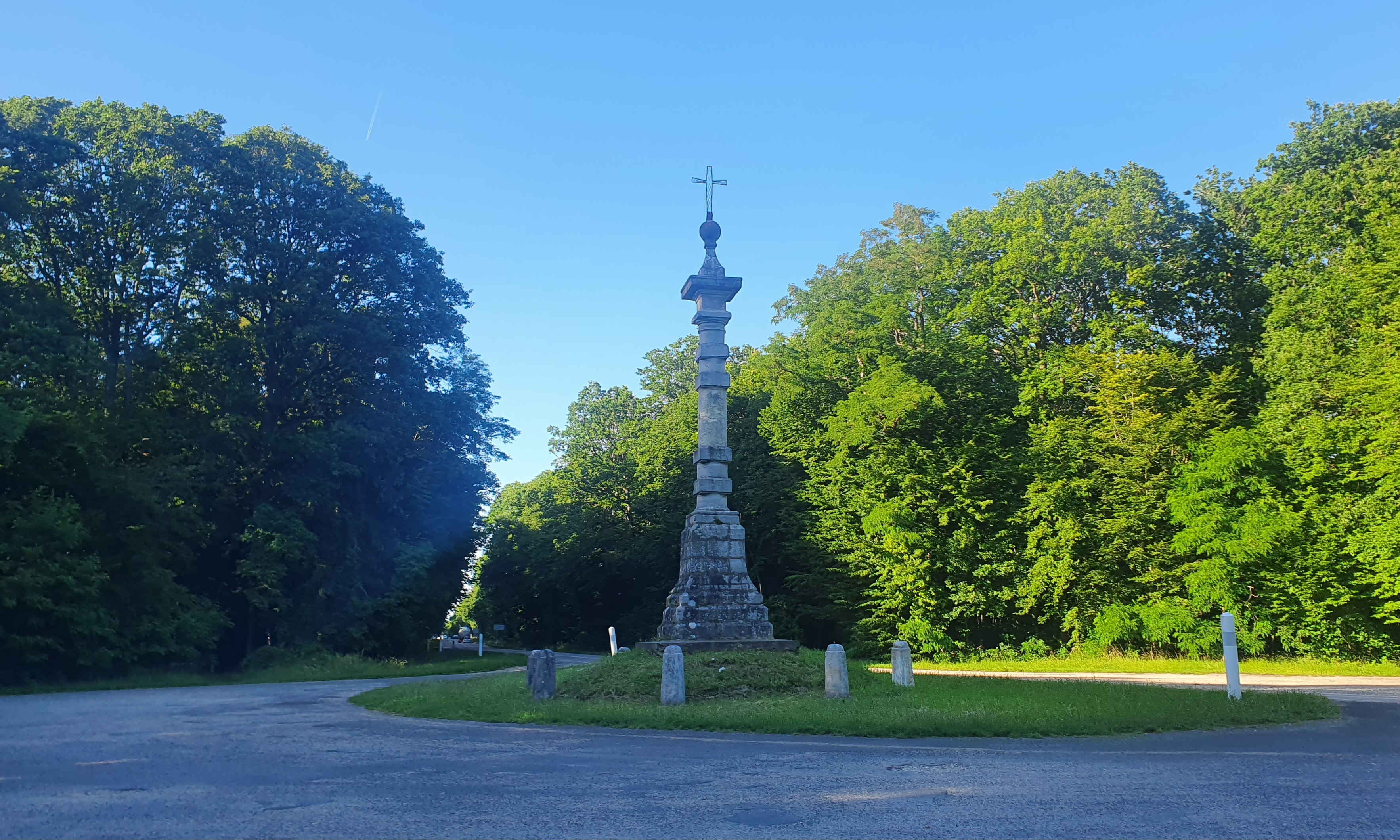
La Croix du Carré.
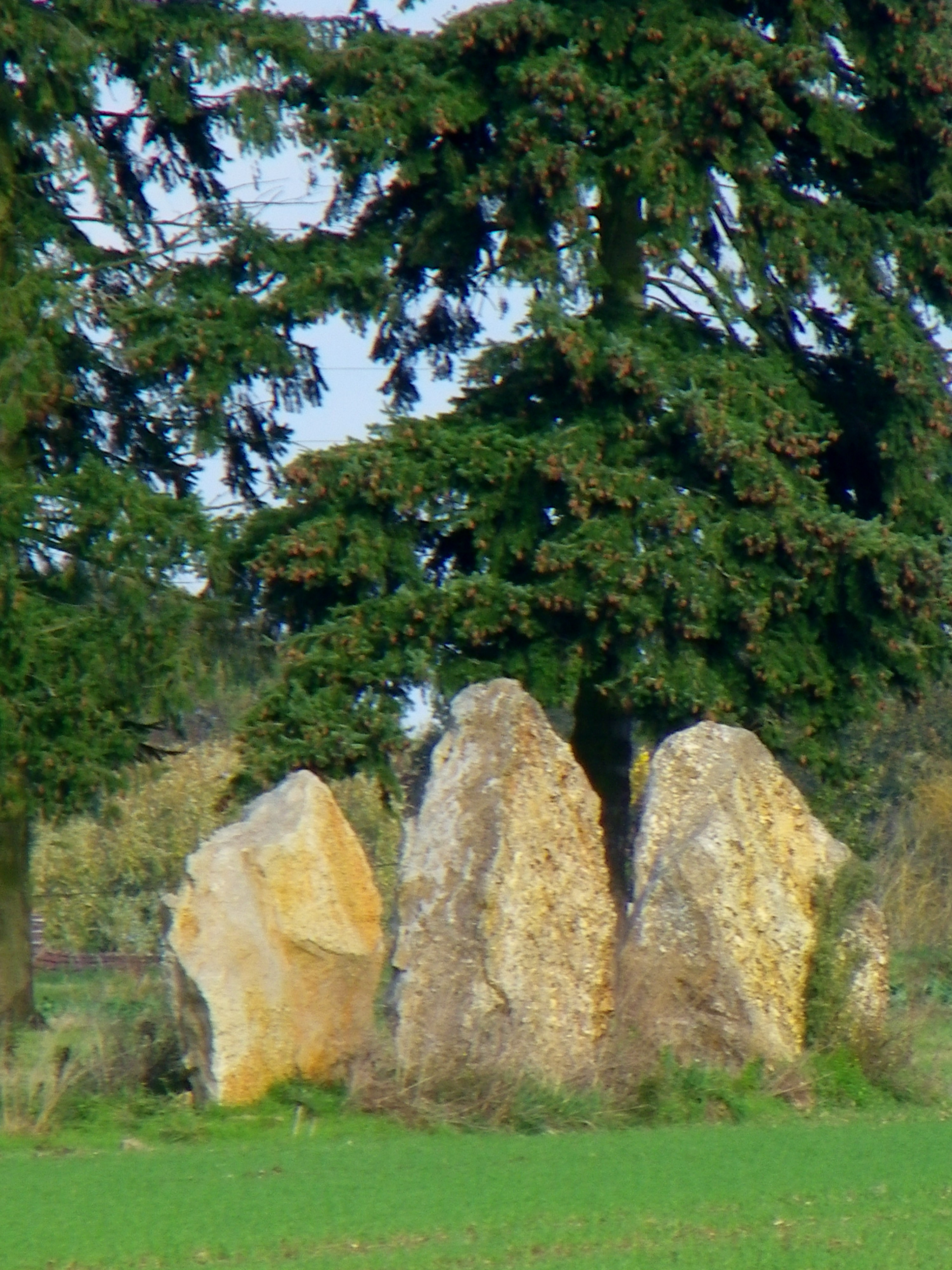
Pierres levées au hameau des Vieilles Ventes.

## Les essences forestières et la faune
- Le chêne sessile ou chêne rouvre occupe 85 % de la surface totale de la forêt.
- Le hêtre.
- L'alisier torminal, le cormier et le merisier.
- Le pin laricio de Corse.
- Le charme.

Il existe sur la commune d'Abondant un arboretum qui peut être visité dans le cadre de sorties guidées par des forestiers de l'ONF.

Essences et faune
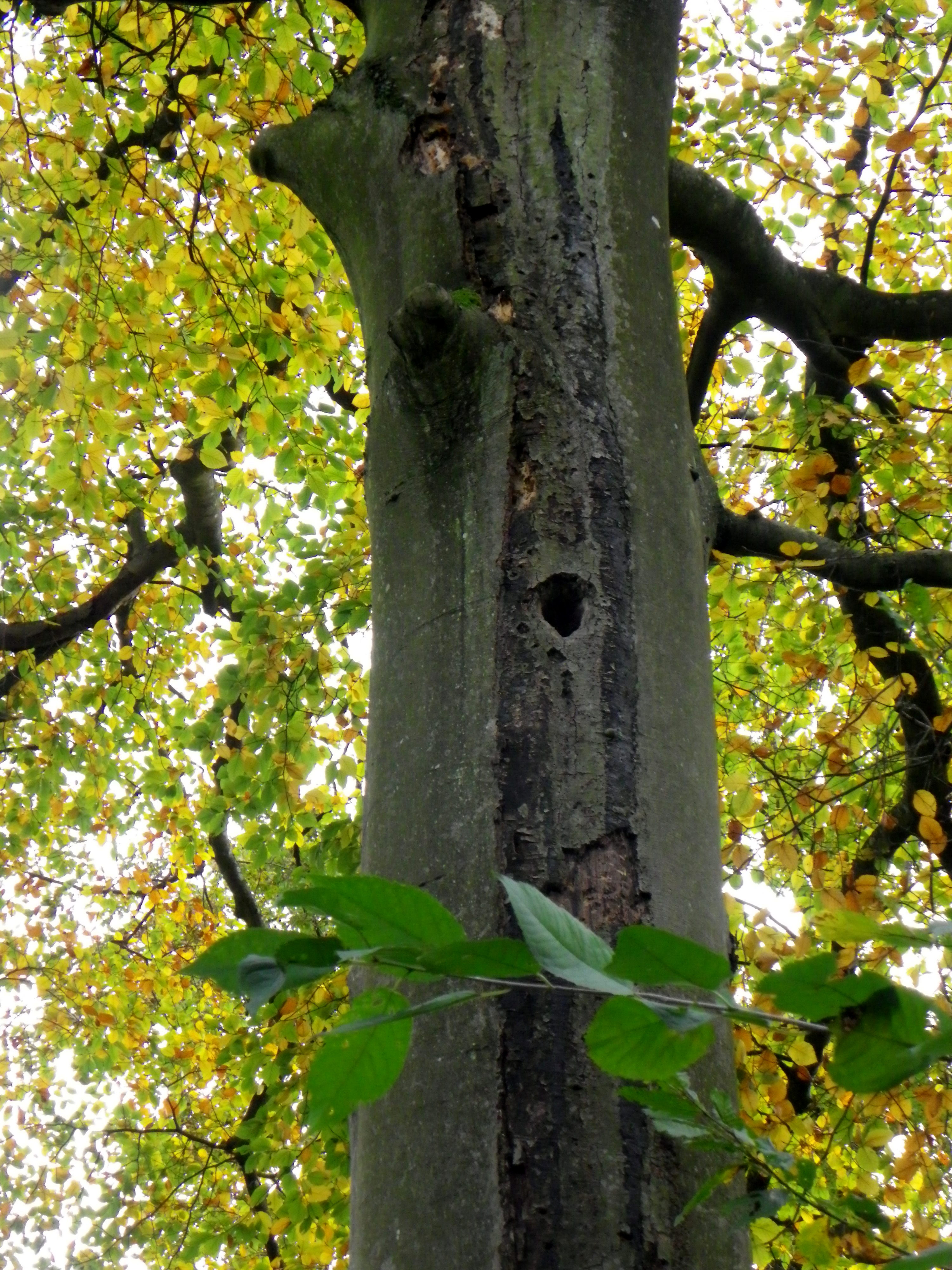
Trou foré par un pic dans un hêtre.
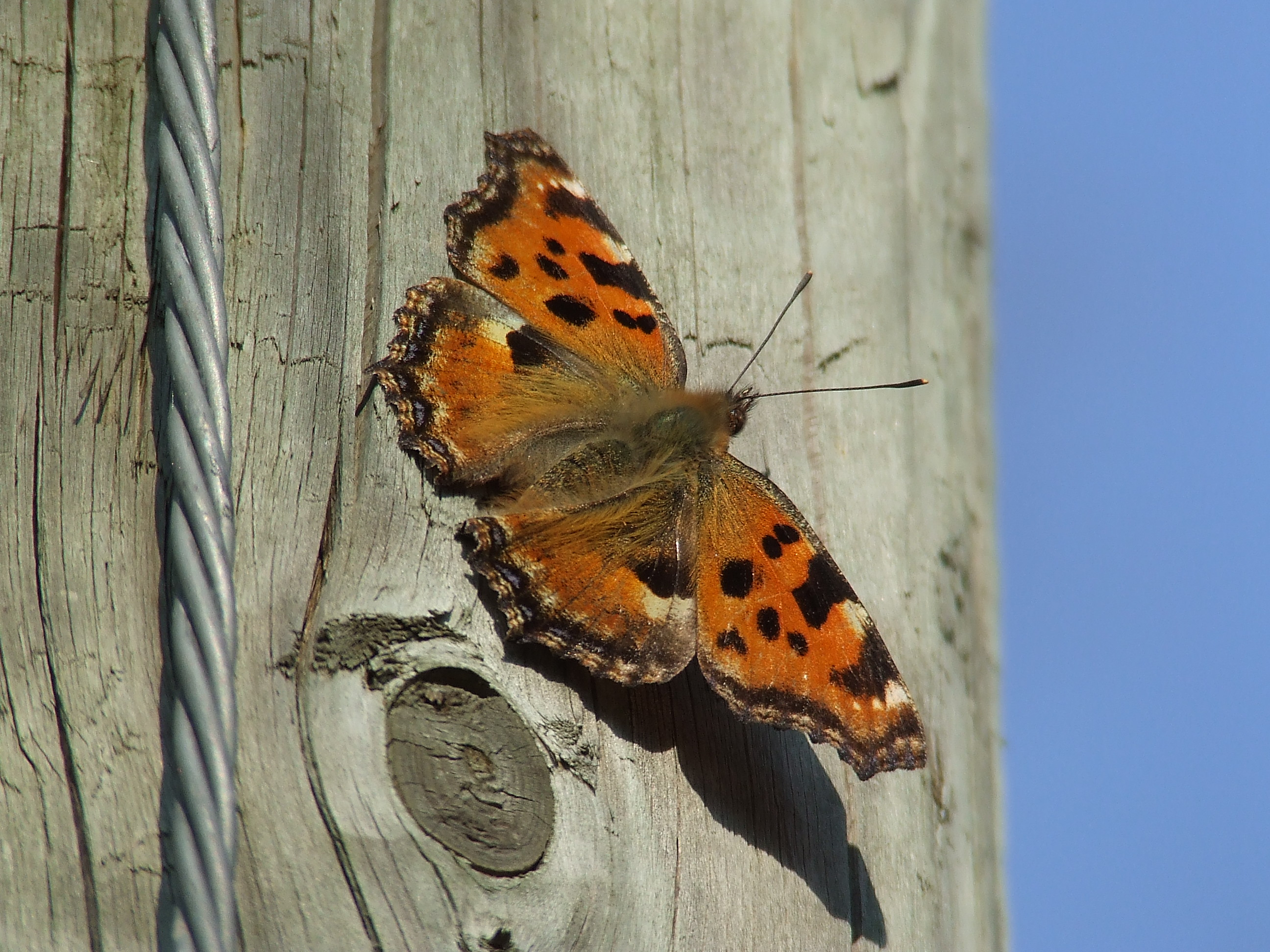
Nymphalis polychloros, Grande tortue.
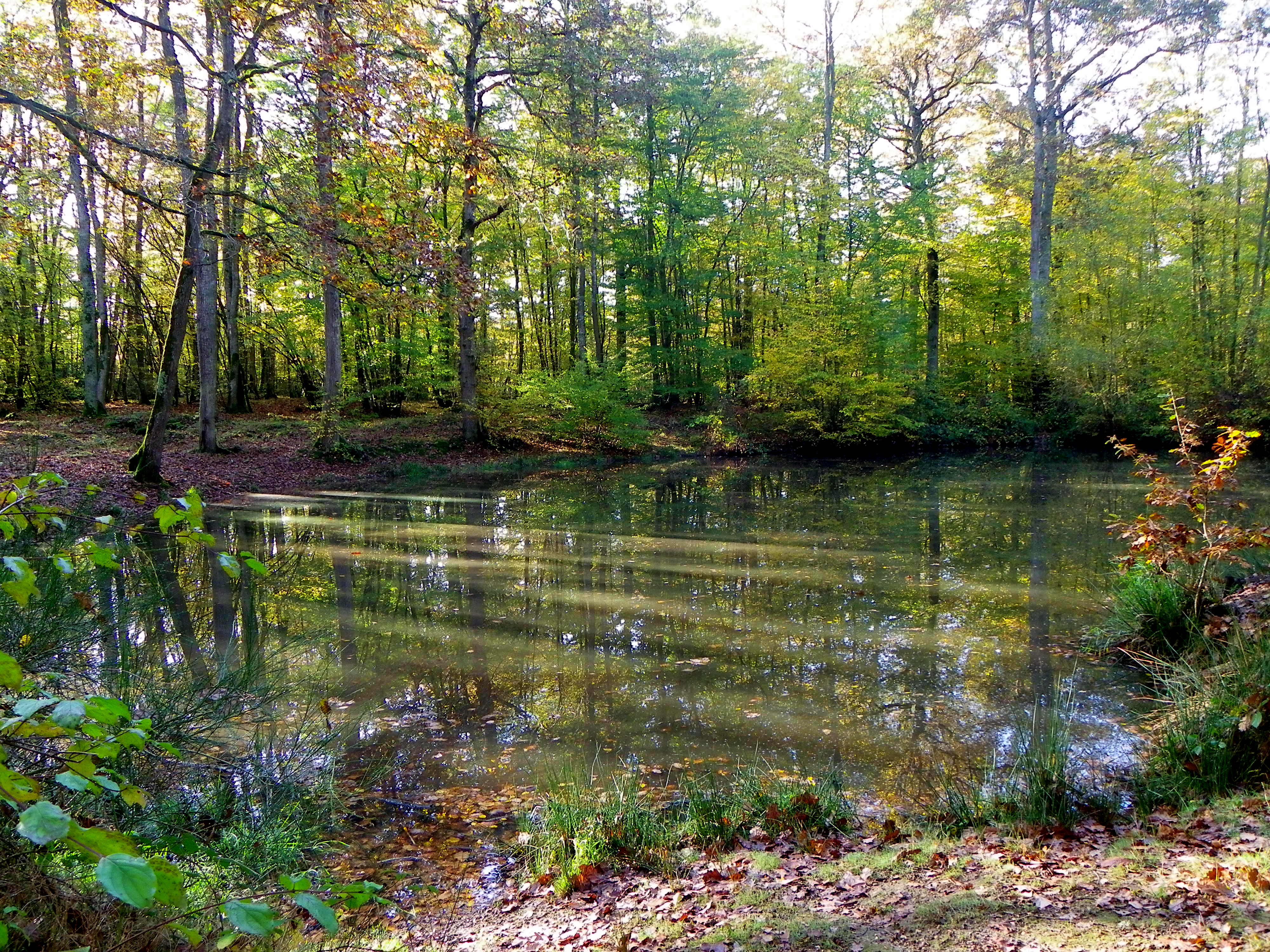
La Mare aux Corbeaux.

## Protection
Par décret du 30 août 2004, ce massif a été classé forêt de protection sur une superficie de 3 917,792 hectares, sur le territoire des communes d'Abondant, Anet, Boncourt, Bû, Montreuil, Rouvres, Saussay et Sorel-Moussel.

## Lieux remarquables

### Arbres remarquables
Plusieurs arbres bénéficient, en forêt, d'une signalétique spécifique pour leur âge, leur taille ou leur histoire :
- le chêne Saint-Hubert, chêne de 30 m de haut, 2,25 m de circonférence et âgé de 180 ans environ. Il est baptisé en mai 1958 en l'honneur d'Hubert de Liège et est situé 350 m au nord du Pavillon du Carré ;
- les deux chênes des Vieilles Ventes, chênes d'environ 30 m de haut, 150 cm de diamètre et âgés de plus de 400 ans, situés dans le hameau des Vieilles Ventes à Sorel-Moussel.
- Le chêne Sainte Barbe, baptisé en 1970 en l'honneur de Barbe d'Héliopolis. Situé dans la commune de Rouvres, il était autrefois un lieu de pèlerinage.

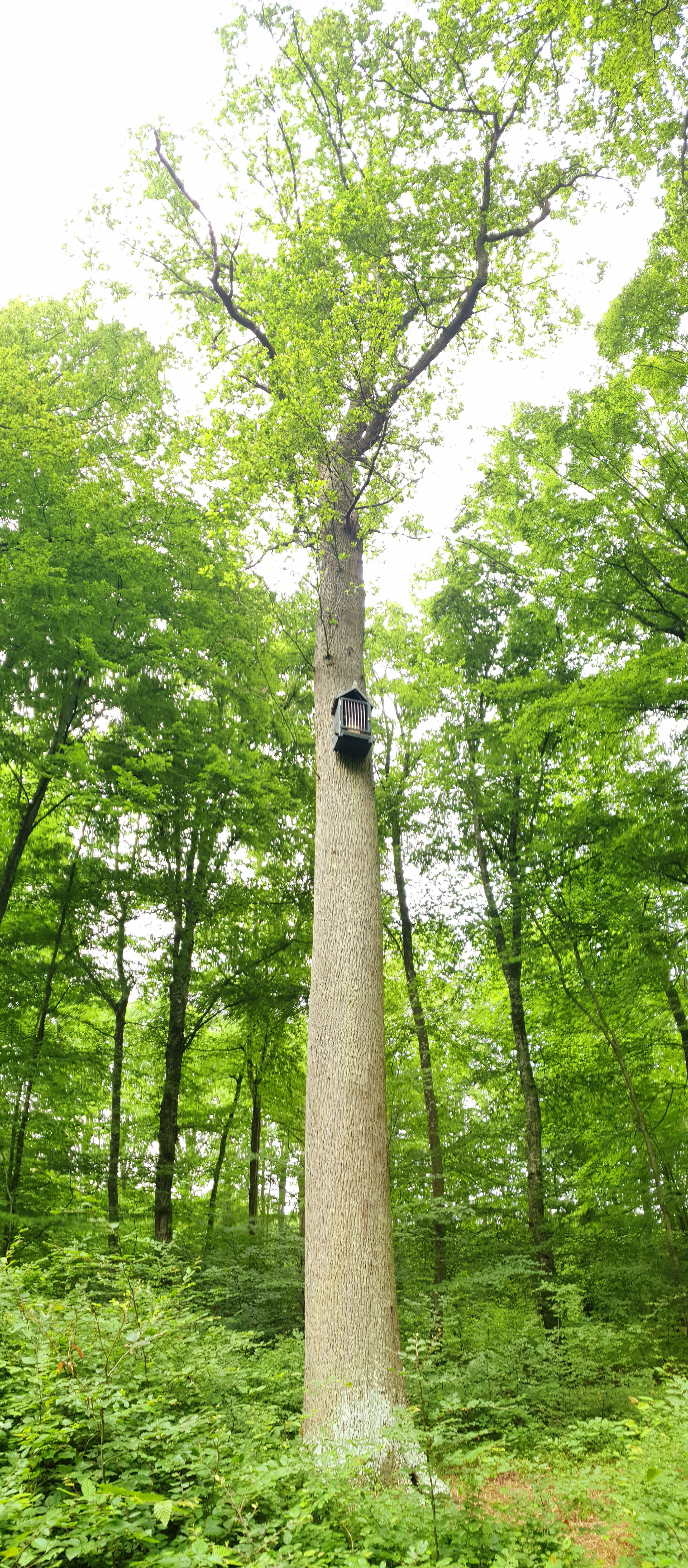
Le chêne Saint-Hubert.
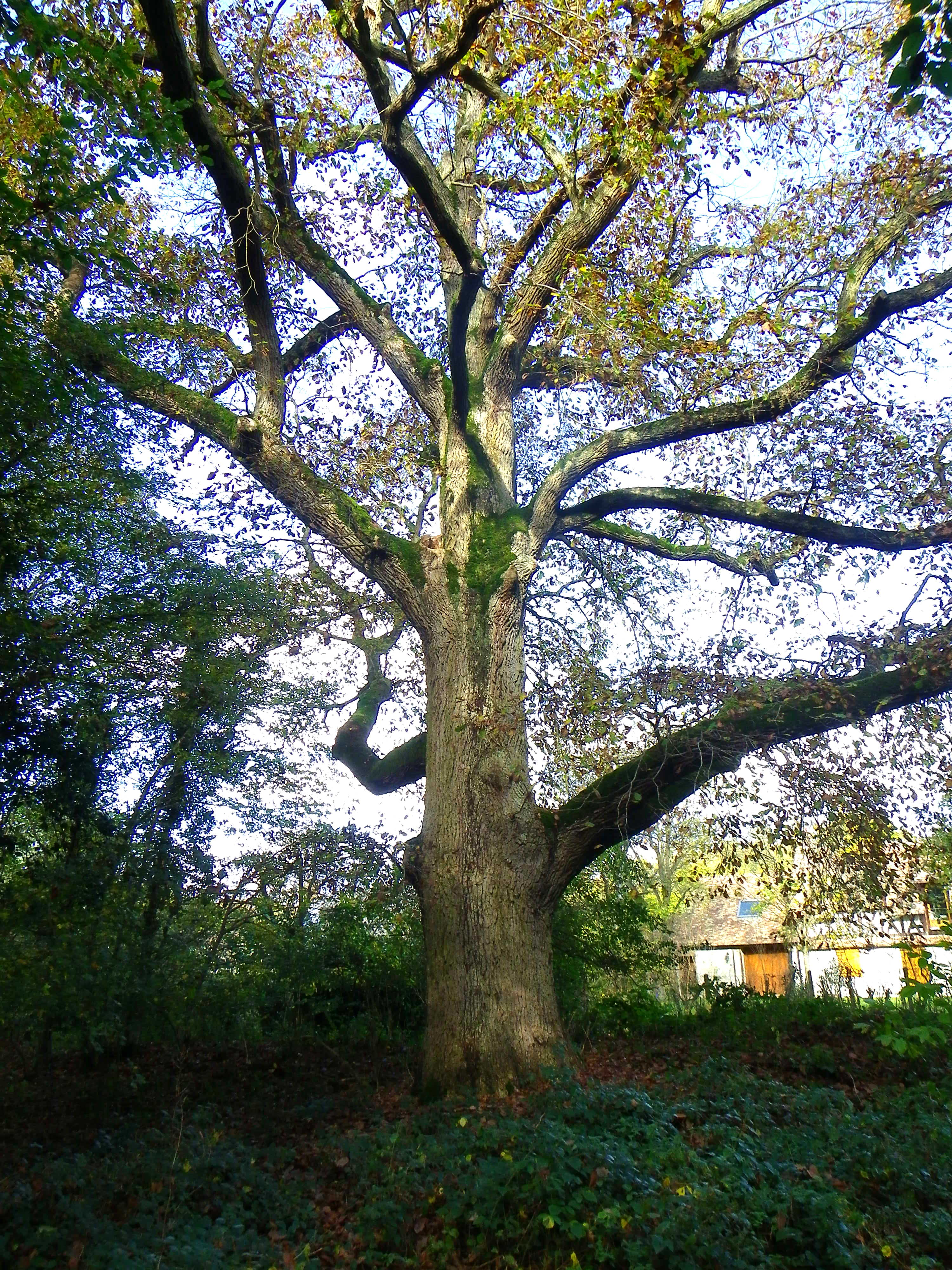
Le gros chêne des Vieilles Ventes.
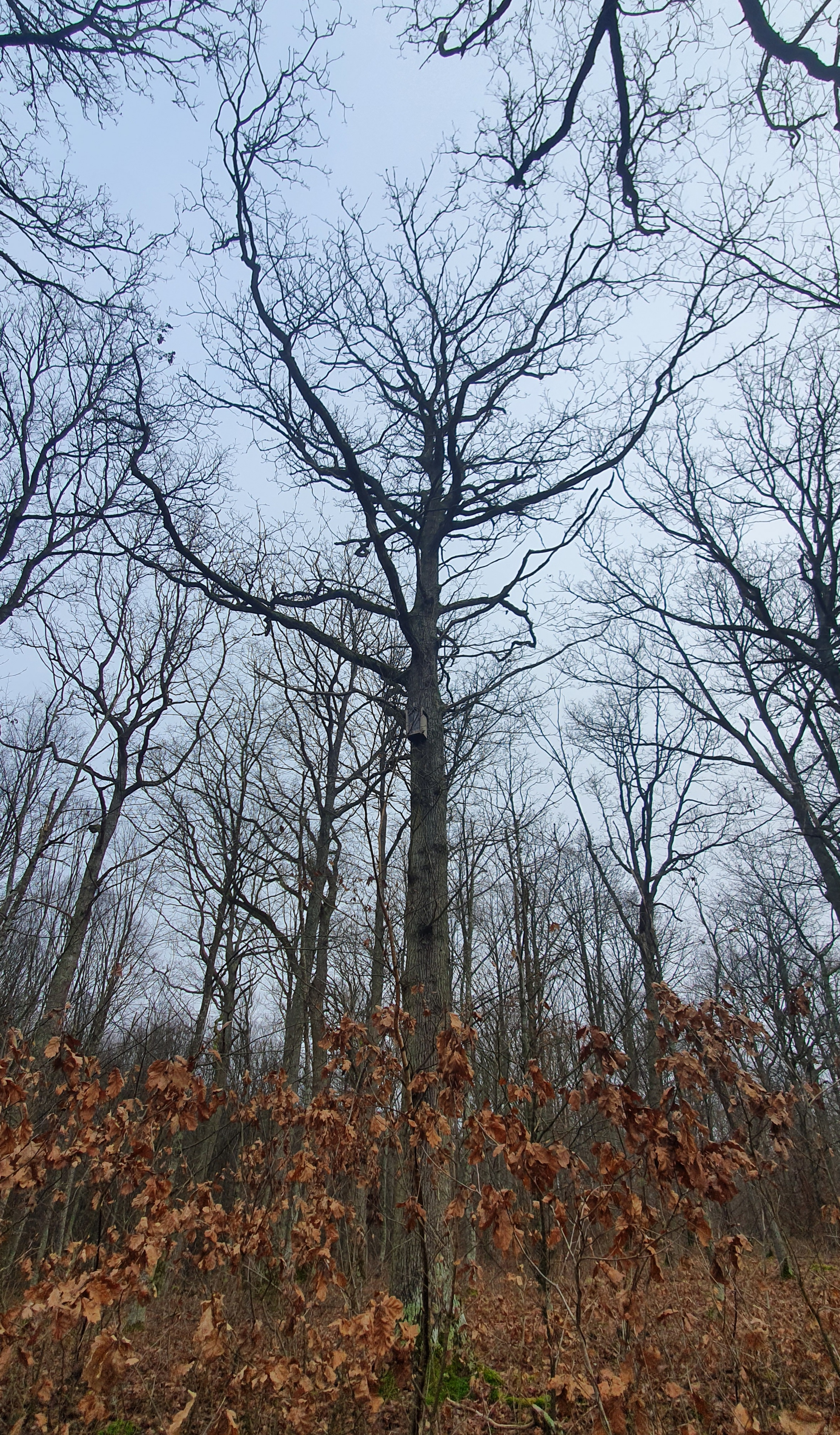
Le chêne Sainte Barbe.

### Monuments historiques

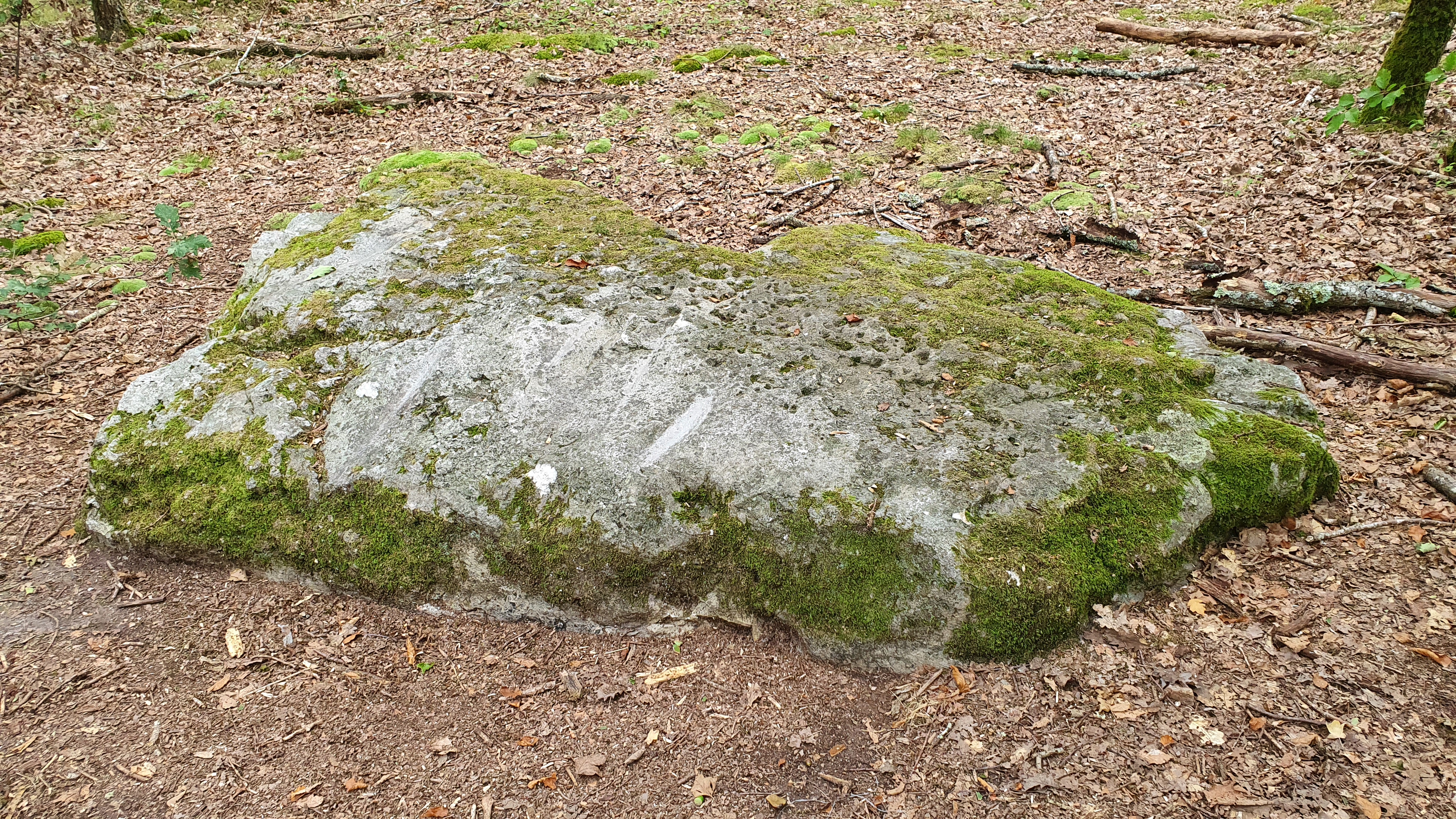
Un des deux Polissoirs d'Abondant. Classé MH (1925)[2].
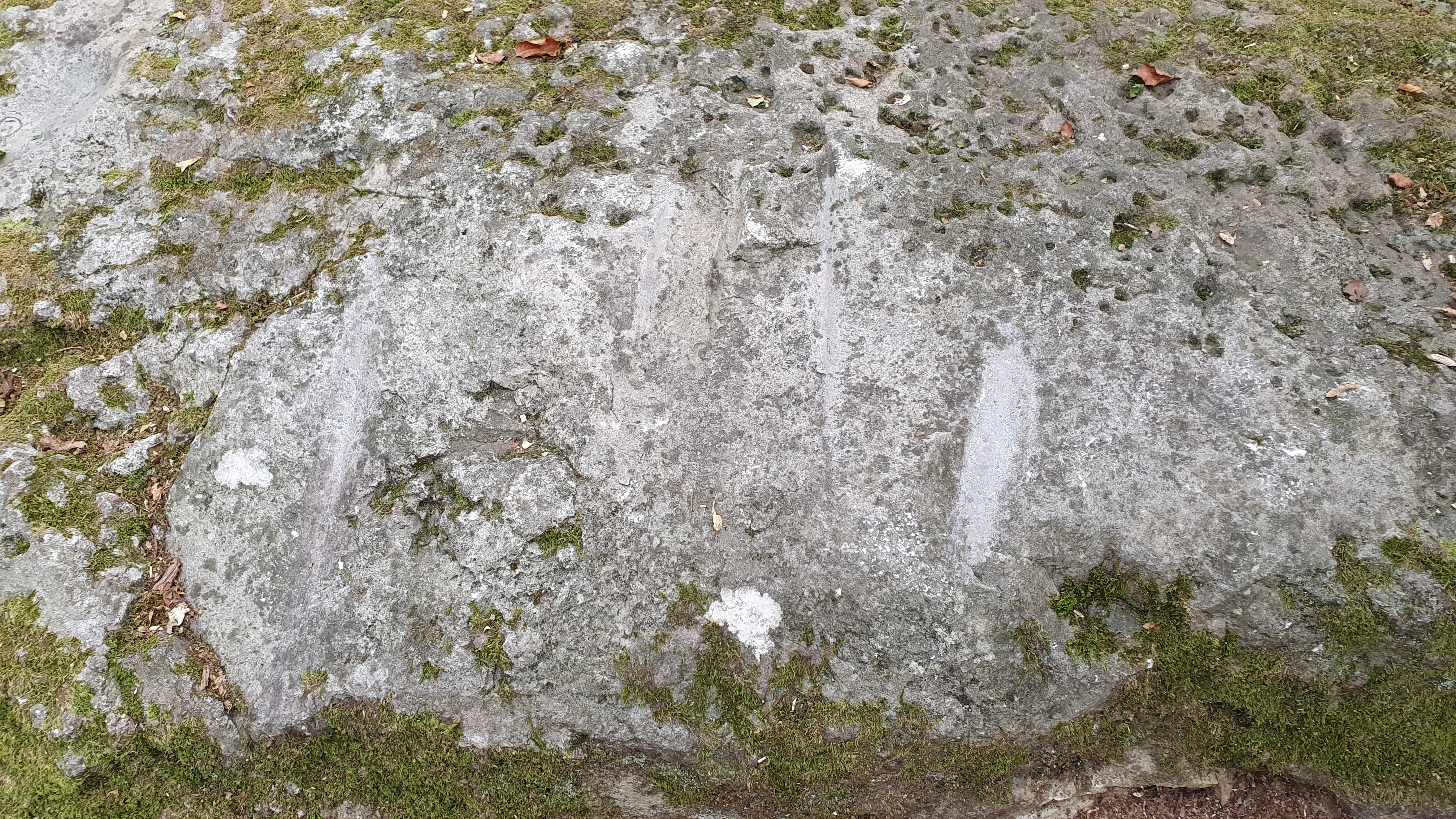
Vue des marques d'un des deux Polissoirs d'Abondant. Classé MH (1925)[2].

Les Deux Polissoirs d'Abondant (classé monument historique depuis 1925), sont situés à l'ouest de la forêt, au bord de la Route de la Ferme Brûlée.

### Mares forestières
La plupart des mares de la forêt sont d'origine artificielles afin de servir d'abreuvoir. Il y en aurait une quarantaine dans tout le site.

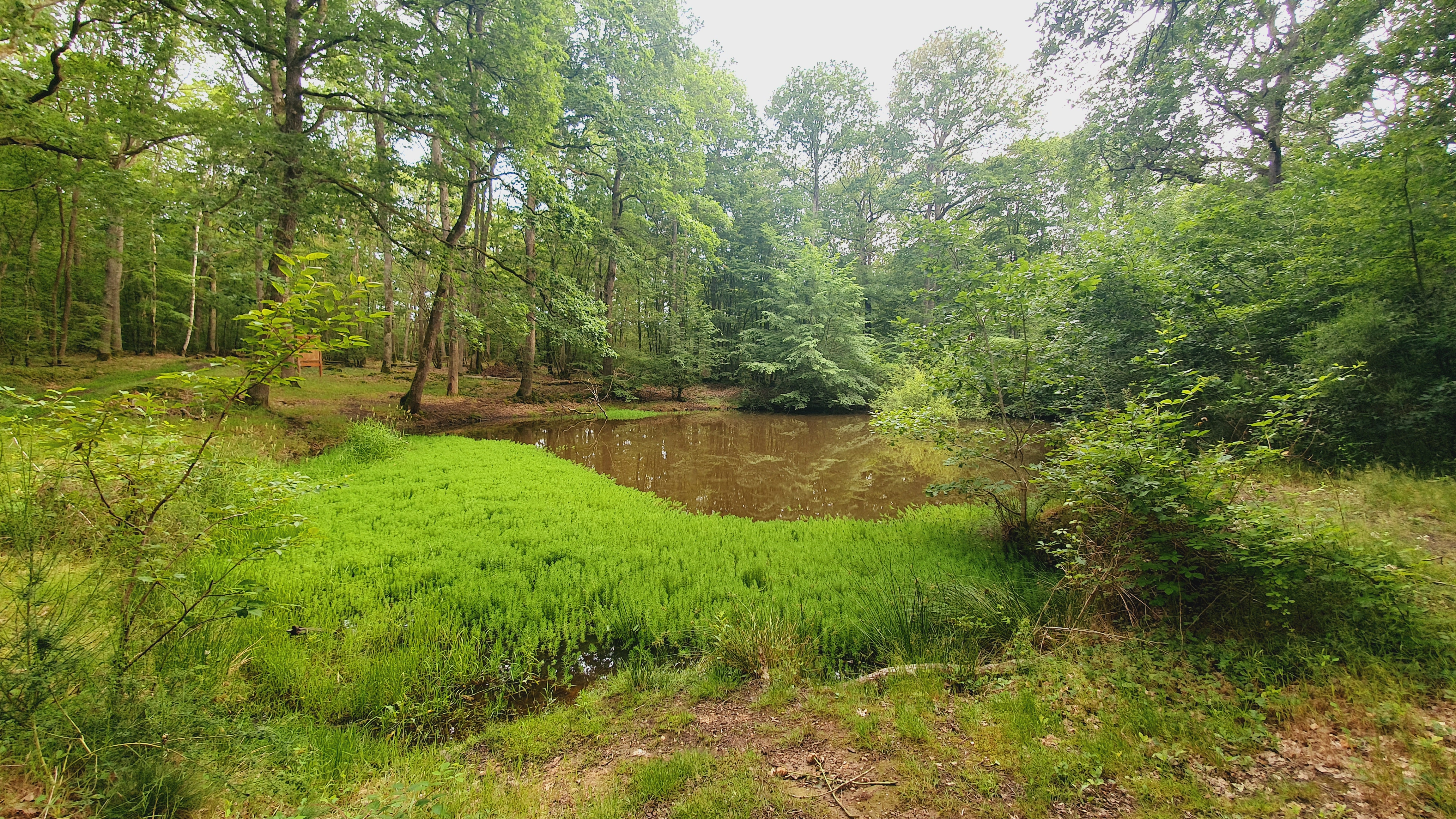
La mare aux corbeaux.
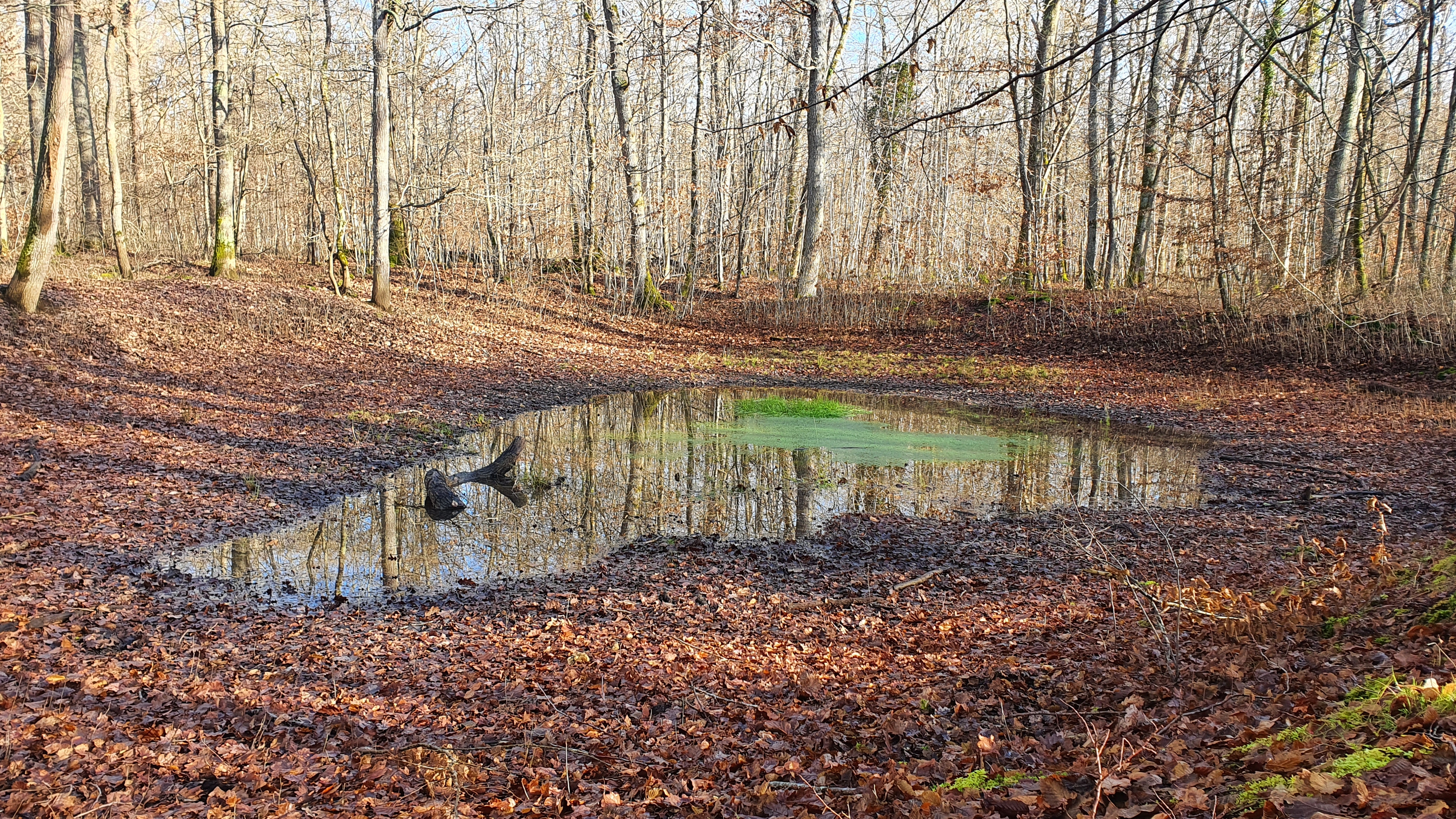
Une mare forestière temporaire dans la forêt.

## Usages de la forêt

### La chasse
La forêt est divisée en trois « lots » de chasse à tir, correspondant à un jour de chasse :
- Lot no 1 : partie est de la forêt, sous la Route Blanche. La chasse y est autorisée le jeudi (parcelles 32 à 109).
- Lot no 2 : partie nord, au-dessus de la Route Blanche (parcelles 1 à 31), autorisé le mardi.
- Lot no 3 : partie ouest, la chasse est autorisée le lundi (parcelles 110 à 194).

### Tourisme

#### Sentiers de randonnée
Un sentier de grande randonnée traverse la forêt, le GR 22. Il vient d'Anet en passant par le pavillon du Carré et rejoint Montreuil en longeant la forêt du côté de la Vallée de l'Eure.